# Leon de Kogel
Leon de Kogel (Alphen aan den Rijn, 13 novembre 1991) è un ex calciatore olandese, di ruolo attaccante.

## Carriera
Dopo aver svolto tutta la trafila nelle giovanili dell’FC Utrecht esordisce in prima squadra in Eredivisie contro il Groningen.
Dopo una serie di prestiti torna nuovamente all’FC Utrecht.
Nell’agosto 2016 passa al Go Ahead Eagles.
Nel 2018 passa al Cornella.
La notte tra il 16 e 17 giugno 2018 è vittima di un incidente stradale mentre si trovava in vacanza a Malta. Viene trasportato in “pericolo di vita”  all’ospedale de La Valletta dove viene operato; nuovamente operato ad Utrecht, i medici riescono a salvargli la vita ma a causa delle lesioni riportate alle gambe deve dire prematuramente addio alla sua carriera da calciatore.